# 生きている画像
『生きている画像』（いきているがぞう）は、1948年に公開された千葉泰樹監督の日本映画。

## あらすじ
昭和14年から15年ごろ、洋画壇の大家、瓢人先生は大酒飲みの変人ながらも、数十人の門下生たちを抱えていた。
そのうちの一人である田西麦太は、瓢人先生に才能を認められなかった上、同年秋の帝展にも落選し、モデルを務めた青貝美砂子に対する申し訳なさを感じていた。
ある日、会食から帰ってきた瓢人先生は、麦太から美砂子と結婚することを告げられ、仲人を頼まれる。瓢人先生は親友の龍巻博士に仲人を依頼して麦太と美砂子の仲を結ぶ。麦太は貧しいながらも美砂子との生活を楽しんでいたが、美砂子は子どもを産んだ後に死ぬ。それからして、麦太は秋の帝展に美砂子の肖像画を応募し、特選となる。

## スタッフ
以下のスタッフ名は特に記載がない限りKINENOTEに従った。
- 監督 - 千葉泰樹
- 製作 - 武山政信
- 脚本 - 八田尚之[2]
- 原作 - 八田尚之
- 撮影 - 河崎喜久三
- 美術 - 下河原友雄
- 音楽 - 早坂文雄
- 録音 - 中井喜八郎
- 照明 - 秋山清幸[3][4]
- 編集 - 笠間秀敏[2]
- 助監督 - 加戸野五郎

## キャスト
- 大河内傳次郎 - 瓢人先生[1]
- 藤田進 - 南原豊[3][5]
- 花井蘭子 - 青貝美砂子[1]
- 古川緑波 - 龍卷博士[3]
- 笠智衆 - 田西麦太[3][5]
- 河村黎吉 - すし德[3]
- 清川虹子 - お神さん[1]
- 江川宇礼雄 - 芒銀介[3]
- 田中春男 - 鯉沼一風[1]
- 鳥羽陽之助 - 鍋十[3]
- 汐見洋 - 文士A[3]
- 久保春二 - 文士B[3]
- 清川莊司 - 刑事[3]
- 杉寛 - 鶴井長太郎[1]
- 武村新 - 重役A[3]
- 生方賢一郎 - 重役B[3]
- 若月輝夫 - 探訪記者[3]
- 小島洋々 - 医者[3]
- 加藤章 - 酒屋の掛取[3]
- 山川朔太郎 - 看守[3]
- 海はる子 - 看護婦[3]
- 伊勢由季子 - 藝者A[3]
- 榎本美佐江 - 藝者B[3]

## 受賞歴
- 1948年度 第22回キネマ旬報賞
  - 日本映画ベスト・テン9位　『生きている画像』（千葉泰樹監督）[6]